# Erannis crassestrigata
Erannis crassestrigata là một loài bướm đêm trong họ Geometridae.